# نوبو کانکو
نوبو کانکو (انگلیسی: Nobuo Kaneko; ۲۷ مارس ۱۹۲۳ – ۲۰ ژانویهٔ ۱۹۹۵) بازیگر اهل ژاپن بود.
از فیلم‌ها یا برنامه‌های تلویزیونی که وی در آن نقش داشته‌است می‌توان به زیستن، سامورایی شوگون، شوگون، خورشید باکوماتسو، سقوط قلعه آکو، ابرهای شناور، و مبارزه، زاتوایچی، مبارزه اشاره کرد.